# 314
Năm 314 là một năm trong lịch Julius. 